# El Bierzo
El Bierzo (em leonês: El Bierzu; em galego: O Bierzo; em galego reintegrado e português: Berzo) é uma comarca administrativa localizada no noroeste da província de Leão, na comunidade autónoma de Castela e Leão, Espanha. Formada a partir da região natural homónima ao longo de vários vales do rio Sil, é a única reconhecida por lei naquela comunidade. O Conselho Municipal tem sede em Ponferrada. A comarca abrange 38 municípios. Fazia parte do Reino da Galiza até o século XIX e tem como línguas próprias o galego-português e o asturo-leonês, na faixa mais oriental.